# Landkreis Stade
Der Landkreis Stade ist ein Landkreis im Norden Niedersachsens. Er gehört zur Metropolregion Hamburg.

## Geographie

### Lage
Die nordöstliche Grenze des Landkreises wird durch die Elbe markiert. Zum Landkreis Stade gehört neben dem weithin bekannten Alten Land die Landschaft Kehdingen sowie die Stader Geest. Durch den Landkreis ziehen sich einige kleinere Flüsse, wie zum Beispiel die Schwinge, die Este und die Lühe.

### Nachbarkreise
Der Landkreis grenzt im Uhrzeigersinn im Norden beginnend an die jenseits der Elbe liegenden Kreise Dithmarschen, Steinburg und Pinneberg (alle in Schleswig-Holstein), an die Stadt Hamburg sowie an die Landkreise Harburg, Rotenburg (Wümme) und weitgehend dem Verlauf der Oste folgend Cuxhaven (alle in Niedersachsen).

### Historische und institutionelle Einzugsbereiche
Bezogen auf die historische Entwicklung gehört der Landkreis Stade zum früheren Territorium Bremen-Verden, das sich über das Elbe-Weser-Dreieck erstreckte. Zu diesem gehören neben dem Landkreis Stade die heutigen Landkreise Cuxhaven, Osterholz, Rotenburg (Wümme) und Verden. Viele Einzugsbereiche kirchlicher, kultureller, gesellschaftlicher oder sozialer Institutionen wie Handelskammer, evangelischer Kirchensprengel, Landschaftsverband und andere orientieren sich bis heute an den Grenzen dieses historischen Gebietes. Das Territorium Bremen-Verden bildete später mit der Landdrostei Stade und dem Regierungsbezirk Stade eine Kontinuität. Letzterer ging 1978 im seit 2004 ebenfalls nicht mehr existierenden vergrößerten Regierungsbezirk Lüneburg auf.

## Geschichte

### 1885 bis 1932
Der erste Kreis Stade wurde 1885 im Regierungsbezirk Stade der preußischen Provinz Hannover gebildet.

### 1932 bis 1945
Bei der preußischen Kreisreform vom 1. Oktober 1932 wurde durch den Zusammenschluss des alten Kreises Stade mit dem Kreis Kehdingen sowie dem Westteil des Kreises Jork ein neuer Landkreis Stade gebildet. Dem neuen Landkreis wurden außerdem die Gemeinden Großenwörden, Hüll und Neuland aus dem aufgelösten Kreis Neuhaus an der Oste zugeschlagen.
Im Rahmen des Groß-Hamburg-Gesetzes trat der Landkreis Stade am 1. April 1937 die Gemeinde Cranz an Hamburg ab.

#### NS-Zeit

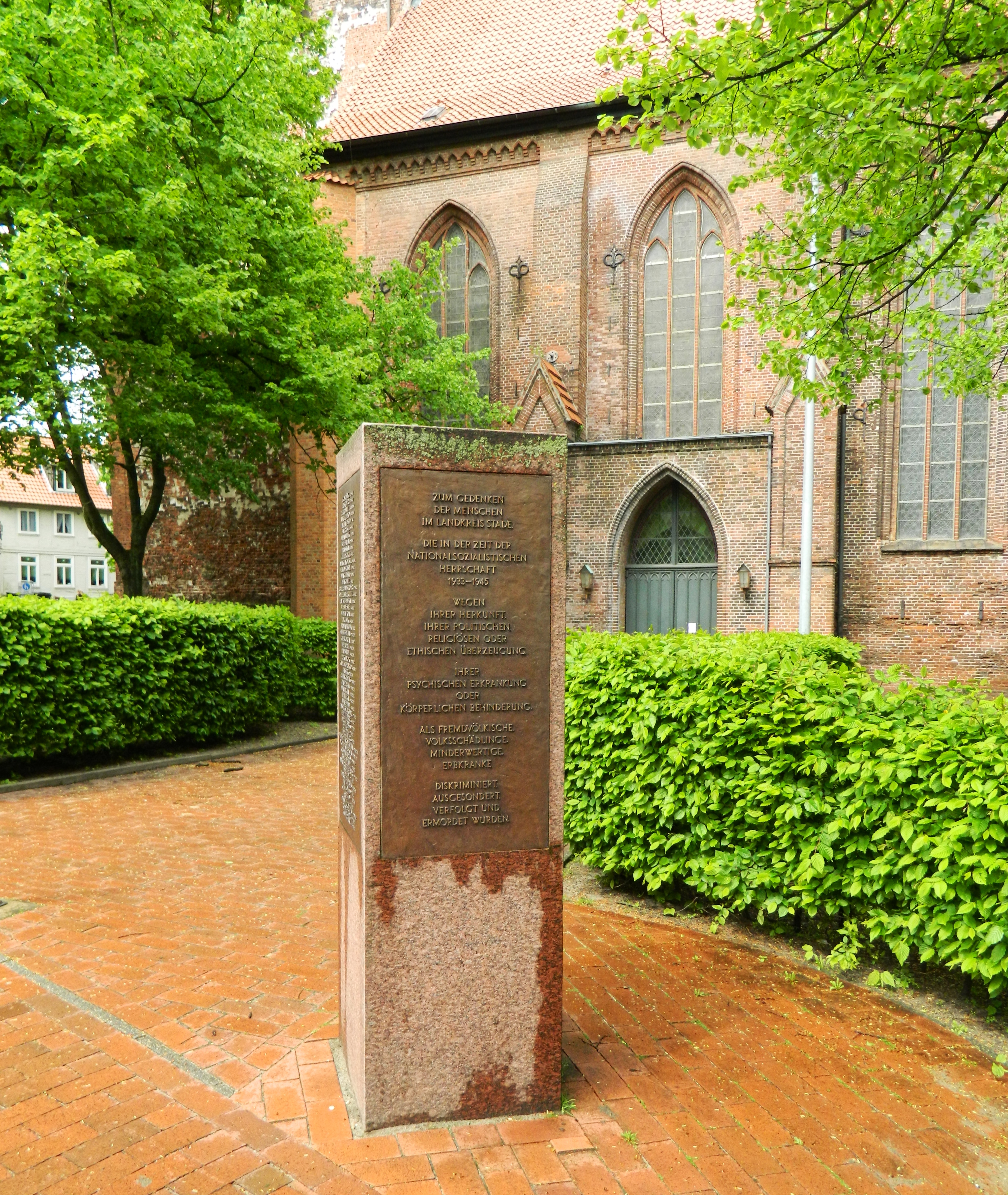
Gedenkstehle an die Opfer des NS-Regimes im Landkreis Stade, an der Stader St. Wilhadi-Kirche

In der Zeit des Nationalsozialismus kam es auch im Landkreis Stade zur Judenverfolgung durch das NS-Regime. Bei den Novemberpogrome von 1938 gab es am 9. November Ausschreitungen von SS- und SA-Männern gegen jüdische Einrichtungen und Menschen, denen sich viele Stader Bürger anschlossen. Sowohl beim Bankhaus Friedlaender und Wertheim, als auch bei der Rechtsanwaltskanzlei Hertz wurden die Scheiben eingeschlagen und die Innenräume teilweise verwüstet. Die jüdischen Besitzer konnten sich rechtzeitig in Sicherheit bringen. Jüdische Geschäfte im Landkreis wurden ab 1. April 1933 mit Boykott bedroht. Darunter war auch das Süßwarengeschäft Julius Poppert in der Bahnhofstraße 1, dessen Besitzer sich aufgrund der Repressionen zwei Jahre später das Leben nahm. Von der Judenverfolgung zeugt der Jüdische Friedhof in der Albert-Schweitzer-Straße in Stade, der heute nur noch einen originalen Grabstein aufweist. Der damalige Stader Bürgermeister Carl Nörtemann (NSDAP) gab im Juni 1940 Anweisung zur Schändung des Friedhofes. 1942 wurde der seit 1826 bestehende Friedhof geräumt und eingeebnet. Die Grabsteine verschwanden bis auf einen spurlos. Heute erinnern noch zwei Gedenkstelen an die dort begrabenen Deutschen jüdischen Glaubens.
Die ersten Deportationen von Juden und der laut den NS-Rassegesetzen als jüdisch geltenden Personen aus der Stader Region begannen gegen Ende des Jahres 1941. Nach kurzen Zwischenaufenthalten in Hamburg oder Bremen wurden die hier lebenden Juden mit der Reichsbahn zu den Deportationsorten KZ Theresienstadt, ins Ghetto Riga und Ghetto Minsk verbracht. Dort wurde ein Großteil von ihnen in planmäßigen Vernichtungsaktionen durch Giftgas, Erschießung oder gezielt herbeigeführte Entkräftung ermordet. Am 18. November 1941 wurden beispielsweise 440 Juden zum Bremer Bahnhof getrieben und zusammen mit 130 weiteren aus dem Regierungsbezirk Stade in Güterwaggons nach Minsk verschleppt. Die letzte bekannte Deportation aus der Stader Region fand Mitte August 1943 aus Assel statt. Lediglich eine Stader Jüdin, die 1899 geborene Erna Davids, überlebte das Vernichtungslager.
Während des Zweiten Weltkriegs wurden auch im Landkreis Stade Zwangsarbeiter und Kriegsgefangene eingesetzt. Sie leistete Zwangsarbeit in der Rüstungsindustrie und in der Privatwirtschaft bei Bauern und in Haushalten sowie bei der Reichsbahn und der Organisation Todt. Lagerstandorte für russische Kriegsgefangene befanden sich in Brest (Kreis Stade), in der Gastwirtschaft Arnold Dittmer, und in Brest-Aspe, als Außenlager des Stalag Stammlager X B bei Sandbostel. Die Grabstätte eines der NS-Opfer, des russischen Kriegsgefangenen Gregori Komarow in Nottensdorf, erinnert an diese Verfolgungsschicksale. Von dem Bahnhof Stade wurden in den 1930er und 1940er Jahren die Zwangsarbeiter auf die ortsansässigen Unternehmen und landwirtschaftlichen Betriebe verteilt und auf LKW oder Pferdefuhrwerke verladen.
In der Nachbarschaft des damaligen Stader Krankenhauses, dem heutigen Polizeigebäude in der Teichstraße, befanden sich zur NS-Zeit Holzbaracken, in denen ausschließlich Zwangsarbeiter und Zwangsarbeiterinnen aus den von der Wehrmacht besetzten Gebieten, überwiegend aus Osteuropa (Polen, Ukrainer, Russen) unter oft unmenschlichen Bedingungen behandelt wurden. Von ihnen starben allein 284 im Landkreis Stade, darunter mindestens 105 Kinder. Viele der Zwangsarbeiter waren nicht älter als 14 Jahre. An so genannten „fremdvölkischen“ Arbeiterinnen wurden zudem mindestens 230 Zwangsabtreibungen durchgeführt. Nicht zuletzt, weil sie den Nazis als „minderwertige Rassen“ galten, denen sie kein Recht auf Leben zusprachen. Heute erinnern 23 Stolpersteine an das Schicksal der Zwangsarbeiterinnen sowie an zahlreiche weitere Opfer der nationalsozialistischen Gewaltherrschaft.
Im Juli 1933 erließ das NS-Regime das Gesetz zur Verhütung erbkranken Nachwuchses (GzVeN) als Teil der nationalsozialistischen Rasse- und Bevölkerungspolitik. Amtsärzte stellten die Anträge über die dann ein sogenanntes „Erbgesundheitsgericht“ entschied. Auch für den Gerichtsbezirk des Landgerichts Stade wurde am 1. Januar 1934 ein solches Gericht geschaffen. Dessen Zuständigkeitsbereich erstreckte sich im Wesentlichen auf die damaligen Landkreise Stade, Land Hadeln, Bremervörde und Harburg-Land. Das Gericht beschloss in den Jahren 1934 bis 1939 insgesamt 951 Zwangssterilisationen, die u. a. im städtischen Krankenhaus Stade durchgeführt wurden. Allein im ersten Halbjahr 1935 fanden im Landkreis Stade 84 Zwangssterilisationen statt. Zu den Zwangssterilisierten gehörten auch ein 14-jähriges Mädchen und ein 11-jähriger Junge. Die Einweisungen ins Krankenhaus wurden z. T. zwangsweise durchgeführt.
An der Bahnhofstraße, die zur NS-Zeit „Adolf-Hitler-Straße“ hieß, liegt das so genannte „Regierungsgebäude“. Hier war der vormalige Sitz des preußischen Regierungspräsidenten. Bereits 1933 wurde von der Verwaltung aus eigenem Bestreben die Hakenkreuzfahne auf dem Gebäude gehisst. Dies war zur damaligen Zeit für Verwaltungsgebäude nicht üblich. Von diesem Gebäude aus wurden Genehmigungen zum Abtransport von behinderten Menschen (Euthanasie) erteilt, obwohl zu der Zeit keine gesetzliche Grundlage dafür bestand. Erst 1939 veröffentlichte Adolf Hitler eine persönliche Verfügung, in der er davon sprach, geistig und körperlich eingeschränkten Menschen zum „Gnadentod“ zu verhelfen. An der Stader St. Wilhadi-Kirche erinnern drei, im November 2020 errichtete Stehlen an die der Opfer des NS-Regimes im Landkreis Stade, die als „Fremdvölkische Volksschädlinge“, „Minderwertige“ und „Erbkranke“ diskriminiert, ausgesondert, verfolgt und ermordet wurden.
An der beliebten Hohentorsbrücke am Bahnhof kam es 1935 zu einem fürchterlichen „Schauspiel“. Der Pastor der Wilhadi-Kirche, Johann Gerhard Behrens, der die Nationalsozialisten in den 1930er Jahren öffentlich als „Gesandte des Teufels“ bezeichnete, wurde dort von SS-Männern aufgegriffen, verprügelt und gefesselt. Begleitet von einer SA-Kapelle, die nationalsozialistische Marschmusik spielte, wurde der Pastor mit einem Schild um den Hals, mit der Aufschrift „Ich bin ein Judenknecht“, durch die Straßen getrieben. Viele Stader Bürger wurden damals Zeugen dieses Tribunals und beteiligten sich aktiv an der Schändung des Geistlichen durch Beschimpfungen und Wurfgeschosse.
In der NS-Zeit wurde auch die ordentliche Rechtsprechung im Landkreis Stade zunehmend außer Kraft gesetzt. Die polizeilichen Befugnisse wurden sowohl an die geltende Rechtsprechung angepasst als auch willkürlich darüber hinaus ausgedehnt sowie politische Verfahren von neu geschaffenen Gerichten an sich gezogen. Die nationalsozialistische Exekutive vereinnahmte die Judikative immer weiter.

#### Nachkriegszeit
Die Gebietsreform in Niedersachsen brachte 1972 eine umfassende Neugliederung sowie einen Gebietszuwachs im Südosten des Landkreises:
- Die Gemeinden Hove und Moorende aus dem Landkreis Harburg wurden in die Gemeinde Jork eingegliedert.
- Die Gemeinden Daensen, Eilendorf, Immenbeck, Ketzendorf und Ovelgönne aus dem Landkreis Harburg wurden in die Stadt Buxtehude eingegliedert.
- Durch zahlreiche Gemeindefusionen wurde die Zahl der Gemeinden des Landkreises deutlich verringert.

Zum 1. Januar 2014 fusionierten die Samtgemeinden Oldendorf und Himmelpforten zur neuen Samtgemeinde Oldendorf-Himmelpforten.

### Einwohnerentwicklung

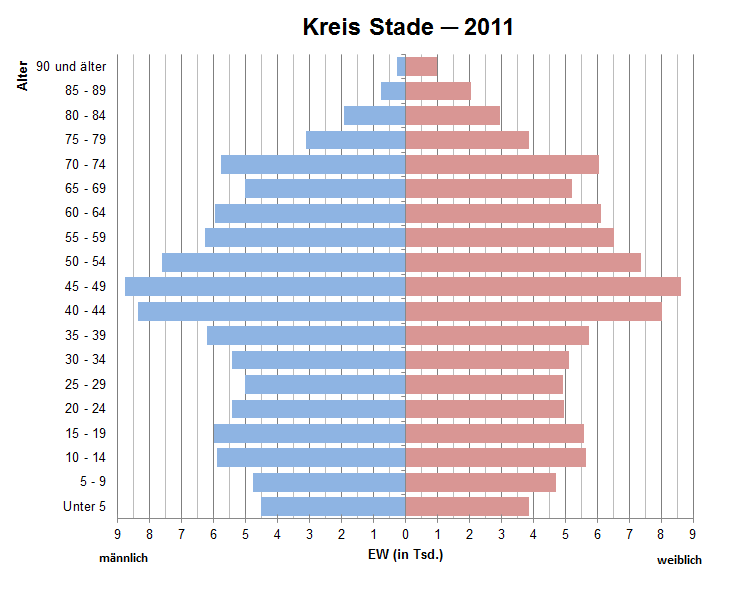
Bevölkerungspyramide für den Kreis Stade (Datenquelle: Zensus 2011.)

| Jahr | Einwohner | Quelle |
| ---- | --------- | ------ |
| 1933 | 082.253   | [ 23 ] |
| 1939 | 088.548   | [ 23 ] |
| 1950 | 145.954   | [ 23 ] |
| 1960 | 130.600   | [ 23 ] |
| 1970 | 139.700   | [ 24 ] |
| 1980 | 163.400   | [ 25 ] |
| 1990 | 169.414   | [ 26 ] |
| 2000 | 191.690   | [ 26 ] |
| 2010 | 197.132   | [ 26 ] |
| 2020 | 205.357   | [ 26 ] |

### Konfessionsstatistik
Gemäß der Volkszählung 2011 waren 54,3 % der Einwohner evangelisch, 6,0 % römisch-katholisch und 39,7 % waren konfessionslos, gehörten einer anderen Glaubensgemeinschaft an oder machten keine Angabe. Der Anteil der Protestanten und Katholiken am Gesamtbevölkerung ist seitdem mit 1 % jährlich gesunken. Gemäß dem Zensus 2022 waren (2022) 42,5 % der Einwohner evangelisch, 5,9 % katholisch und 51,6 %  konfessionslos, gehörten einer anderen Glaubensgemeinschaft an oder machten keine Angabe.
Der Kirchenkreis Stade hat (2024) 47.000 Gemeindeglieder und umfasst den Nordteil des Kreises Stade, der Südteil des Kreises gehört zum Kirchenkreis Buxtehude mit rund 38.000 Gemeindeglieder. Die Kirchenkreise gehören zur Landeskirche Hannovermund und mit zirka 85.000 Gemeindeglieder sind 40 % der Gesamtbevölkerung evangelisch. Traditionell war das Gebiet des Landkreises Stade evangelisch-lutherisch geprägt. Insbesondere nach dem Krieg haben sich durch Zuzug vieler Heimatvertriebener, Gastarbeiter aus Südeuropa und Aussiedler aus Ostmittel- und Osteuropa katholische Gemeinden gebildet, die zum Bistum Hildesheim gehören. Durch Kirchenaustritte sind beide großen christlichen Kirchen Umstrukturierungsprozessen unterworfen. Ferner leben im Kreisgebiet unter anderem Muslime, Angehörige von Freikirchen und Zeugen Jehovas.

## Politik

### Kreistag
Die Kreiswahl vom 11. September 2016 führte zu folgendem Ergebnis:
- Linke: 2
- SPD: 16
- Grüne: 9
- PARTEI: 1
- FWG: 7
- FDP: 4
- CDU: 20
- AfD: 3

Wahlergebnisse der vergangenen fünf Kreiswahlen:
| Parteien und Wählergemeinschaften | Parteien und Wählergemeinschaften           | Prozent 2021 | Sitze 2021 |        | Prozent 2016 | Sitze 2016 | Prozent 2011 | Sitze 2011 | Prozent 2006 | Sitze 2006 | Prozent 2001 | Sitze 2001 |
| CDU                               | Christlich Demokratische Union Deutschlands | 33,03        | 20         | 34,10  | 20           | 37,39      | 19           | 42,8       | 22           | 42,6       | 26           |            |
| SPD                               | Sozialdemokratische Partei Deutschlands     | 25,22        | 16         | 28,10  | 16           | 31,99      | 17           | 33,8       | 18           | 35,3       | 21           |            |
| Grüne                             | Bündnis 90/Die Grünen                       | 14,51        | 9          | 10,30  | 6            | 13,16      | 7            | 7,3        | 4            | 6,9        | 4            |            |
| FWG                               | Freie Wähler                                | 11,14        | 7          | 10,30  | 6            | 10,82      | 6            | 8,2        | 4            | 9,9        | 5            |            |
| AfD                               | Alternative für Deutschland                 | 4,69         | 3          | 8,8    | 5            | –          | –            | –          | –            | –          | –            |            |
| FDP                               | Freie Demokratische Partei                  | 5,96         | 4          | 3,9    | 2            | 2,26       | 1            | 4,7        | 2            | 4,9        | 2            |            |
| Linke                             | Die Linke                                   | 2,56         | 2          | 2,7    | 2            | 1,92       | 1            | 1,6        | 1            | –          | –            |            |
| PIRATEN                           | PIRATEN                                     | 0,88         | 0          | 0,7    | 1            | –          | –            | –          | –            | –          | –            |            |
| NPD                               | Nationaldemokratische Partei Deutschlands   | –            | –          | 0,5    | 0            | 1,5        | 1            | 1,7        | 1            | –          | –            |            |
| PdV                               | Partei der Vernunft                         | –            | –          | –      | –            | 0,75       | 0            | –          | –            | –          | –            |            |
| RRP                               | Rentnerinnen- und Rentner-Partei            | –            | –          | –      | –            | 0,16       | 0            | –          | –            | –          | –            |            |
| PARTEI                            | Die Partei                                  | 1,07         | 1          | –      | –            | –          | –            | –          | –            | –          | –            |            |
| BASIS                             | Die Basis LV Niedersachsen                  | 0,13         | 0          | –      | –            | –          | –            | –          | –            | –          | –            |            |
| UBLS                              | Unabhängige Bürgerliste Stade               | 0,80         | 0          | –      | –            | –          | –            | –          | –            | –          | –            |            |
| Gesamt                            | Gesamt                                      | 100 %        | 62         | 100 %  | 58           | 100 %      | 52           | 100 %      | 52           | 100 %      | 58           |            |
| Wahlbeteiligung                   | Wahlbeteiligung                             | 57,1 %       | 57,1 %     | 57,6 % | 57,6 %       | 52,0 %     | 52,0 %       | 51,8 %     | 51,8 %       | 55,5 %     | 55,5 %       |            |

### Landräte und Oberkreisdirektoren

#### Landrat in der Weimarer Republik und im „Dritten Reich“
- 1932–1945 Karl Schwering (parteilos, ab 1933 NSDAP)[36]

#### Oberkreisdirektoren (bis 1999)
- um 1949 Werner Grube[37]
- 1956–1977 Thassilo von der Decken[38][39]
- 1977–1979 Gerhard Geerdts (parteilos, mit den Stimmen von CDU und FDP gewählt)[40]
- 1980–1987 Dieter Diekmann (CDU)[41]
- 1987–1999 Karsten Ebel (CDU, ab 1998 parteilos)[42]

#### Ehrenamtliche Landräte (bis 1999)
- 1946–1948: Nicolaus von Borstel (SPD)[43]
- 1947–1948: Heinrich Hellwege (DP)
- Peter Tobaben (DP)[44]
- 1972–1976: Helmut Barwig (SPD)
- 1976–1989: Richard Toborg (CDU)
- 1989–1999: Richard Wilke (CDU)[45][46]

#### Hauptamtliche Landräte (seit 1999)
- 1999–2006: Gunter Armonat (parteilos, Kandidat der CDU)[47]
- 2006–2021: Michael Roesberg (parteilos, Kandidat der CDU)[48][49]
- 2021–heute: Kai Seefried (CDU)

### Öffentliche Finanzen
Die Neuverschuldung des Landkreises Stade konnte im Jahr 2008 von 57 auf 50 Millionen Euro reduziert werden. Damit ergibt sich eine Gesamtverschuldung von 168 Millionen Euro zum 31. Dezember 2008.

### Wappen
Blasonierung: „Geteilt, oben gespalten: vorn in Gold ein schwarzer Turm, hinten in Blau ein silberner Schlüssel, unten in Rot ein silbernes springendes Pferd.“
Die drei Symbole sollen drei wichtige Zeitabschnitte der Stader Geschichte darstellen. Der Turm steht für die Zeit der Grafen von Stade im 10. bis zum 12. Jahrhundert. Der Schlüssel entspricht dem Bremer Schlüssel und symbolisiert die Zeit unter dem Erzbistum Bremen. Außerdem handelt es sich hierbei um das Wappen des Hauptortes, der Hansestadt Stade. Das Sachsenross steht für die hannoversche und niedersächsische Zeit.

## Wirtschaft und Infrastruktur

### Wirtschaft
Die ländliche Bevölkerung lebt zu großen Teilen von der Landwirtschaft, besonders auch vom Obstanbau (fruchtbare Böden und die daraus resultierenden Ernten) oder sind Pendler ins nahe Hamburg. Die Anzahl der Speditionen im Landkreis ist überdurchschnittlich hoch.
Firmen wie DuPont de Nemours, AOS, Airbus oder E.ON beschäftigen ebenfalls einen Großteil der Bewohner. Gerade das Alte Land setzt stark auf den Tourismus und ist dabei sehr erfolgreich. Es gibt dort eine Vielzahl an Gaststätten und Hotels.
Laut dem Nachrichtenmagazin Focus (2013) ist der Kreis der wirtschaftstärkste in ganz Niedersachsen und somit sogar Wolfsburg mit Volkswagen, Salzgitter mit der Salzgitter AG (Stahl) oder dem Landkreis Emsland mit der dort ansässigen Meyer Werft überlegen. Im bundesweiten Vergleich liegt der Kreis nach der wirtschaftlichen Lage auf Platz 22 und verbessert sich damit um drei Plätze im Gegensatz zum Vorjahr.
Er ist gut über die Straße, die Schiene und das seeschifftiefe Fahrwasser der Elbe an den gesamten europäischen Binnenmarkt angebunden.
Im Zukunftsatlas 2016 belegte der Landkreis Stade Platz 155 von 402 Landkreisen, Kommunalverbänden und kreisfreien Städten in Deutschland und zählt damit zu den Regionen mit „ausgeglichenem Chancen-Risiko Mix“.

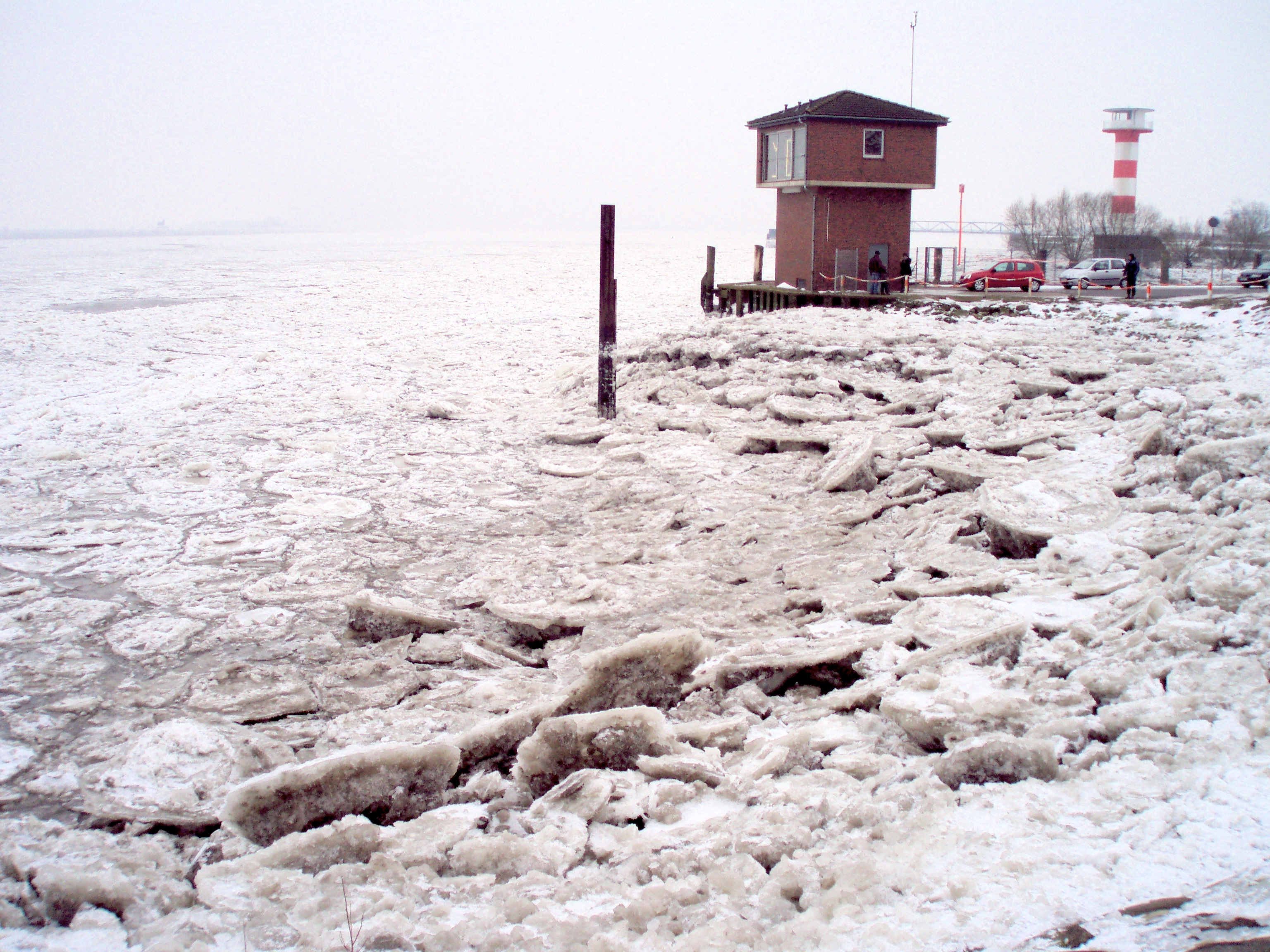
Eis auf der Elbe an der ehemaligen Fährstation bei Stadersand

### Verkehr
Durch die B 3 und die B 73 ist der Landkreis an die Stadt Hamburg relativ gut angeschlossen. Durch den Bau der A 26 soll eine direkte Anbindung an die A 7 in Hamburg-Moorburg realisiert werden. Derzeit reicht sie von Stade bis Buxtehude. Mit dem in Planung befindlichen Teilstück der A 20 bei Stade soll eine weitere Möglichkeit geschaffen werden, die Elbe zu queren. Bis dato (Stand 2015) besteht zwischen Cuxhaven und Hamburg lediglich bei Wischhafen die Möglichkeit, die Elbe per Auto mit einer Elbfähre zu überqueren. Von der A 20 soll sich irgendwann die A 22 abspalten und zum Wesertunnel führen.
Der Landkreis Stade verfügt über verschiedene Bahnhöfe, ein Großteil befindet sich an der Niederelbebahn Hamburg–Cuxhaven. Ein weiterer Teil liegt an der Bahnstrecke Buxtehude–Harsefeld der Eisenbahnen und Verkehrsbetriebe Elbe-Weser. Auf der Bahnstrecke Hesedorf–Stade verkehrt auch der Moorexpress an Sommerwochenenden auf der ansonsten seit 1993 nicht mehr im regulären Personenverkehr genutzten Strecke. Seit dem 12. Dezember 2004 gehört der gesamte Kreis zum Hamburger Verkehrsverbund (HVV). Bis zu diesem Zeitpunkt galt lediglich in der Gemeinde Jork (seit 1. Oktober 1967) der HVV-Tarif. Die Bahnstrecke Stade – Hamburg-Neugraben wurde mit dem Fahrplanwechsel bei der Deutschen Bahn am 9. Dezember 2007 an die Hamburger S-Bahn angeschlossen. Zwischen 2007 und 2018 wurde ferner die Strecke Cuxhaven – Hamburg Hbf (Niederelbebahn) von der privaten metronom Eisenbahngesellschaft mit modernen Doppelstockwagen bedient. Seit Dezember 2018 bedient die DB-Tochter Start Unterelbe die Strecke mit denselben Zügen.
Die Schnellfähre von Stadersand (unweit der Hansestadt Stade) nach Hamburg hat ihren Dienst im Frühjahr 2008 ersatzlos eingestellt. Der Landkreis Stade ist durchzogen von vielen Radwanderwegen, darunter auch der Elberadweg.
Für die Industrie in Stade steht auch der Industrie-Bahnhof Brunshausen im gleichnamigen Ortsteil Brunshausen von Stade zur Verfügung, der hauptsächlich von der Dow Chemical sowie den beiden großen Speditionen Bertschi und Alfred Talke genutzt wird. In naher Zukunft soll neben dem schon vorhandenen Stückguthafen ein Containerhafen bei Bützfleth. errichtet werden, mit dem die angesiedelten Industrien einen noch besseren Anschluss an die Absatzmärkte erreichen.
Nach der Schließung des Stader Kernkraftwerkes ist der Bau eines Kohlekraftwerkes im Gespräch, der mit der Erweiterung des Stückguthafens verbunden wäre.
Bis Oktober 2008 gab es keine befahrbare fertiggestellte Autobahn im Landkreis. Seitdem steht das erste Teilstück der Bundesautobahn 26 zwischen Stade und Jork zur Verfügung.
Am 28. Mai 1984 stürzte ein Kampfflugzeug der Bundeswehr vom Typ F-104 Starfighter auf ein zwischen Stadermoor und Groß Sterneberg gelegenes Wohnhaus. Aus dem in Brand geratenen Haus wurden eine Frau tot und vier weitere Personen schwer verletzt geborgen, von denen zwei kurz darauf verstarben. Der Pilot konnte sich mit dem Schleudersitz retten.

### Bildung
Zu den Allgemeinbildenden Schulen im Landkreis gehören 41 Grundschulen, acht Oberschulen (drei mit „gymnasialem Angebot“), zwei Grund- und Oberschulen, zwei Hauptschulen, zwei Realschulen, fünf Gymnasien, zwei Freien Waldorfschulen, eine sonstigen freien Schule, vier Förderschulen, eine Kooperative Gesamtschule und zwei Integrierte Gesamtschulen. In Buxtehude gibt es eine und in Stade drei Berufsbildende Schulen.

## Kultur
Zur Pflege kultureller Einrichtungen wurde der Landschaftsverband Stade als eingetragener Verein gegründet.
Durch den Landkreis führt mit der Deutschen Fährstraße eine im Mai 2004 eröffnete, rund 250 Kilometer lange Ferienstraße, die zwischen Kiel und Bremervörde rund 50 Fähren, Brücken und sonstige maritime Sehenswürdigkeiten verbindet, darunter im Kreisgebiet die Elbfähren in Wischhafen, das Ostesperrwerk in der Samtgemeinde Nordkehdingen und zwei Prahmfähren in Brobergen und Gräpel in der Samtgemeinde Oldendorf-Himmelpforten.

## Medien
Wichtigste Tageszeitung im Landkreis ist das seit 1871 erscheinende Stader Tageblatt. Der Norddeutsche Rundfunk strahlt werktäglich sieben Regionalfenster im Hörfunk auf NDR 1 Niedersachsen aus. Zuständig für die Region ist das NDR Studio in Lüneburg, wo auch Fernsehberichte aus dem Landkreis Stade, unter anderem für Hallo Niedersachsen, NDR Info oder die tagesschau gefertigt werden.

## Städte und Gemeinden
| (Einwohner am 31. Dezember 2023) Einheitsgemeinden 1. Buxtehude, Hansestadt, selbständige Gemeinde (40.800) 2. Drochtersen (11.249) 3. Jork (11.801) 4. Stade, Kreis- und Hansestadt, selbständige Gemeinde (48.703) Samtgemeinden mit ihren Mitgliedsgemeinden * Sitz der Samtgemeindeverwaltung - 1. Samtgemeinde Apensen (9732) 1. Apensen * (4422) 2. Beckdorf (2768) 3. Sauensiek (2542) - 2. Samtgemeinde Fredenbeck (13.146) 1. Deinste (2161) 2. Fredenbeck * (6394) 3. Kutenholz (4591)    | Die Gemeinden und Samtgemeinden des Landkreises Stade | Die Gemeinden und Samtgemeinden des Landkreises Stade |
| - 3. Samtgemeinde Harsefeld, selbständige Gemeinde (23.061) 1. Ahlerstedt (5439) 2. Bargstedt (2102) 3. Brest (767) 4. Harsefeld, Flecken * (14.753) - 4. Samtgemeinde Horneburg (13.863) 1. Agathenburg (1386) 2. Bliedersdorf (1879) 3. Dollern (2199) 4. Horneburg, Flecken * (6811) 5. Nottensdorf (1588) - 5. Samtgemeinde Lühe (9835) 1. Grünendeich (1820) 2. Guderhandviertel (1091) 3. Hollern-Twielenfleth (3226) 4. Mittelnkirchen (1072) 5. Neuenkirchen (864) 6. Steinkirchen * (1762) | - 6. Samtgemeinde Nordkehdingen (6968) 1. Balje (878) 2. Freiburg/Elbe, Flecken * (1755) 3. Krummendeich (490) 4. Oederquart (945) 5. Wischhafen (2900) - 7. Samtgemeinde Oldendorf-Himmelpforten (18.501) 1. Burweg (1004) 2. Düdenbüttel (1015) 3. Engelschoff (768) 4. Estorf (1477) 5. Großenwörden (486) 6. Hammah (3167) 7. Heinbockel (1464) 8. Himmelpforten * (5324) 9. Kranenburg (771) 10. Oldendorf (3025) |                                                       |

## Ehemalige Gemeinden
Die folgenden Gemeinden gehörten dem Landkreis Stade nach 1932 an und wurden seitdem in andere Städte und Gemeinden eingegliedert.
- Ahrensmoor
- Ahrenswohlde
- Aspe
- Assel
- Barge
- Behrste
- Blumenthal
- Bokel
- Borstel
- Bossel
- Breitenwisch
- Brobergen
- Bützfleth
- Cranz
- Dammhausen
- Einstellige Höfe
- Essel
- Estebrügge
- Goldbeck
- Gräpel
- Groß Fredenbeck
- Groß Sterneberg
- Grundoldendorf
- Haddorf
- Hagen
- Hagenah
- Hamelwörden
- Hedendorf
- Helmste
- Hollenbeck
- Hollern
- Hüll
- Issendorf
- Kakerbeck
- Klein Fredenbeck
- Königreich
- Krautsand
- Kuhla
- Ladekop
- Mittelsdorf
- Mulsum
- Neukloster
- Neuland
- Nindorf
- Oersdorf
- Ohrensen
- Ottensen
- Reith
- Revenahe
- Ruschwedel
- Schölisch
- Schwinge
- Twielenfleth
- Wangersen
- Wedel
- Wiegersen
- Wiepenkathen
- Wohlerst

## Schutzgebiete
Im Landkreis befinden sich neben Landschaftsschutzgebieten und Naturdenkmalen 32 ausgewiesene Naturschutzgebiete (Stand Februar 2017).
Siehe auch:
- Liste der Naturschutzgebiete im Landkreis Stade
- Liste der Landschaftsschutzgebiete im Landkreis Stade
- Liste der Naturdenkmale im Landkreis Stade
- Liste der geschützten Landschaftsbestandteile im Landkreis Stade

## Kfz-Kennzeichen
Am 1. Juli 1956 wurde dem Landkreis bei der Einführung der bis heute gültigen Kfz-Kennzeichen das Unterscheidungszeichen SD zugewiesen. Der Landkreis war – aufgrund der Abkürzung SD für den Sicherheitsdienst des Reichsführers SS – mit dieser Festlegung nicht einverstanden und gab Kennzeichen mit dem nicht autorisierten Kürzel ST aus. Als neues Unterscheidungszeichen wurde STD mit Wirkung ab dem 1. August 1956 festgelegt. Dieses wird durchgängig bis heute ausgegeben.